# Висовин, Константин Гаврилович
Константин Гаврилович Висовин (1918, Прогнои, Днепровский уезд — 9 мая 1944, Севастополь, Крымская АССР) — красноармеец Рабоче-крестьянской Красной Армии, участник Великой Отечественной войны, Герой Советского Союза (1945).

## Биография
Константин Висовин родился в 1918 году в селе Прогной (ныне — Геройское) в семье крестьянина. Получил начальное образование. В 1941 году Висовин был призван на службу в Рабоче-крестьянскую Красную Армию. К маю 1944 года гвардии красноармеец Константин Висовин был разведчиком 70-го гвардейского стрелкового полка 24-й гвардейской стрелковой дивизии 2-й гвардейской армии 4-го Украинского фронта. Отличился во время освобождения Севастополя.
9 мая 1944 года, несмотря на массированный вражеский огонь, в составе группы разведчиков Висовин переправился на лодке через Северную бухту в Севастополе и принял активное участие в захвате плацдарма и отражении ряда вражеских контратак. Действия группы позволили успешно переправиться через бухту всему полку. В одном из боёв того дня Висовин погиб. Первоначально был похоронен у села Бельбек (ныне — Фруктовое), но в 1974 году он был перезахоронен на братском кладбище Бахчисарая.
Указом Президиума Верховного Совета СССР от 24 марта 1945 года за «образцовое выполнение боевых заданий командования на фронте борьбы с немецкими захватчиками и проявленные при этом мужество и героизм» гвардии красноармеец Константин Висовин посмертно был удостоен высокого звания Героя Советского Союза. Также был награждён орденами Ленина и Славы 3-й степени, а также медалью. В честь Висовина названа школа в селе Геройское.